# Stupnîk, Hmilnîk
Stupnîk (în ucraineană Ступник) este un sat în comuna Kropîvna din raionul Hmilnîk, regiunea Vinnița, Ucraina.

## Demografie
Componența lingvistică a localității Stupnîk
     Ucraineană (100%)
Conform recensământului din 2001, toată populația localității Stupnîk era vorbitoare de ucraineană (100%).